# Arnie Robinson
Arnie Robinson (Clarence Earl Robinson Jr.; * 7. April 1948 in San Diego, Kalifornien; † 1. Dezember 2020 ebenda) war US-amerikanischer Leichtathlet im Weitsprung. 

## Leben
Arnie Robinson belegte bei den Olympischen Spielen 1972 in München mit 8,03 Meter den dritten Platz hinter seinem Landsmann Randy Williams und Hans Baumgartner (Bundesrepublik Deutschland).
Bei den Olympischen Spielen 1976 in Montreal siegte er mit 8,35 Meter vor Randy Williams. 
Arnie Robinson gewann sechsmal den Weitsprungtitel der Amateur Athletic Union, was vor ihm nur DeHart Hubbard und Ralph Boston gelungen war. 
Bei einer Körpergröße von 1,88 m betrug sein Wettkampfgewicht 74 kg.
Nach seiner aktiven Zeit wurde er 1982 Trainer am San Diego Mesa College. Hier trainierte er in seiner 25-jährigen Trainerkarriere unter anderem Félix Sánchez. Er lehrte außerdem Sportwissenschaft.
Er starb am 1. Dezember 2020 an COVID-19. Er hatte sich im Rahmen der Pandemie höchstwahrscheinlich bei einer Pflegeperson angesteckt.